# Gangsta Rap (album)
Gangsta Rap è l'ottavo album del rapper statunitense Ice-T. Pubblicato il 31 ottobre 2006, è distribuito dalla Melee Entertainment.

## Recensioni
| Recensione | Giudizio |
| ---------- | -------- |
| AllMusic   | [ 1 ]    |
| RapReviews | 8.5/10   |

Allmusic vota il prodotto di Ice-T con due stelle e mezza su cinque. David Jeffries, per Allmusic, scrive: «Il primo CD rap solista di Ice-T dopo 7th Deadly Sin del 1999 è un prodotto misto. Liricalmente, non cambia molto. È ancora duro - troppo duro anche rispetto a quello che ti aspetteresti dovrebbe essere un normale VH-1 - ed è ancora incompatibile con il linguaggio e il comportamento che ha verso le donne.»

## Tracce
1. Gangsta Rap – 3:49
2. Ridin' Low (featuring Feddi de Marco) – 4:07
3. New Life – 4:00
4. Dear God Can You Hear Me (featuring DV Alias Kryst) – 3:51
5. Please Believe Me (featuring Corte & Smoothe da Hustler) – 4:32
6. Pimp or Die – 3:57
7. Pray (featuring Coco) – 2:50
8. Step Your Game Up (featuring Marc Live) – 4:07
9. Real Talk (featuring DV Alias Kryst) – 4:49
10. Walking in the Rain – 4:36
11. The Game's Real (featuring Marc Live, Smoothe da Hustler & Trigger tha Gambler) – 4:32
12. It's All Love (featuring DV Alias Kryst) – 4:14
13. Code of the Streets – 4:48
14. Everything Is Going to be Alright (featuring Smoothe da Hustler) – 4:18
15. My Baby – 3:57
16. Twice the Game – 4:24

Durata totale: 66:51